# Karhula gård
Karhula gård (finska: Karhulan Hovi) är en bruksherrgård vid Kymmene älv i Karhula by, förutvarande Kymmene socken, numera Kotka stad. Karaktärsbyggnaden, en tvåvåningsbyggnad i sten, vars främsta kännetecken är ett åttkantigt torn i ena hörnet, är skapad enligt ritningar av Carl Ricardo Björnberg från Björneborg och stod färdig 1892. Den stora herrgårdsparken är planerad av trädgårdsarkitekt Paul Olsson. Herrgården är numera en del av en byggd kulturmiljö av riksintresse, Karhulan teollisuusympäristö.

## Historik
Karhula gård är en herrgård som på 1600- och 1700-talen tillhörde köpmän i Fredrikshamn. Som gårdsfogde nämns i början av 1700-talet Jonas Mellberg (död 1742). På 1800-talet ägdes gården av bland andra familjerna Nordmann och Londén. Knut Hjalmar Cassel köpte gården 1873, och byggde en ångsåg på Karhula udde. År 1875 grundades bolaget Karhula Ångsåg. Bolaget kontrollerades av Cassels fordringsägare, Guillemot & Weylandt i Stockholm, sedermera J. Cederlunds Söner. William Ruth köpte gården och sågverket år 1881, och skapade aktiebolaget Karhula Oy år 1902.
År 1888 gifte sig William Ruth med Fanny Standertskjöld, som fick ett stort inflytande över karaktärsbyggnadens utformning. Hon önskade att byggningen skulle påminna om Karlberg i Tavastland (finska: Aulanko), som vid den här tiden innehades av hennes bror Hugo Standertskjöld. Tvåvåningsbyggnaden i sten representerar en för slutet av 1800-talet typisk eklektisk blandning historiska byggnadsstilar, av nyrenässans och nygotik. Planeringsarbetet inleddes 1887 och slutfördes 1892 enligt arkitekt Ricardo Björnbergs ritningar. Karaktärsbyggnaden omges av en herrgårdspark planerad av en av Finlands främsta trädgårdsarkitekter under början av 1900-talet, Paul Olsson.
Karhula gård blev en föregångare då det gällde att utnyttja avfallsprodukter för energiproduktion. Träflis från träsliperiet användes för att värma ugnarna i ett glasbruk som grundades vid ångsågen. Detta blev småningom Finlands största glasbruk Karhula glasbruk.
Efter William Ruths död år 1913 grundades Fanny och William Ruths fond, vars syfte var att understöda småbrukarna i Finland. Antti Ahlström köpte Karhula år 1915, varefter karaktärsbyggnaden användes dels som kontor, dels som bostad för direktören och disponenten till år 1966, varefter byggnaden har använts för representation. Idag verkar ett hotell i herrgården.
Som byggd kulturmiljö av riksintresse är de viktigaste kulturminnena förutom karaktärsbyggningen fabriks- och bostadshusen som planerats av framstående arkitekter som Alvar Aalto, Gunnar Aspelin och Karl Lindahl.